# A Band Apart
A Band Apart — кинокомпания, основанная Квентином Тарантино и Лоренсом Бендером. Отчасти благодаря популярности фильмов Квентина Тарантино и Роберта Родригеса, компания быстро завоевала культовый[уточнить] статус в Голливуде. В итоговом обзоре журнала Time «100 лучших фильмов всех времён», «Криминальное чтиво» признан наиболее влиятельным американским фильмом 1990-х годов.

## История

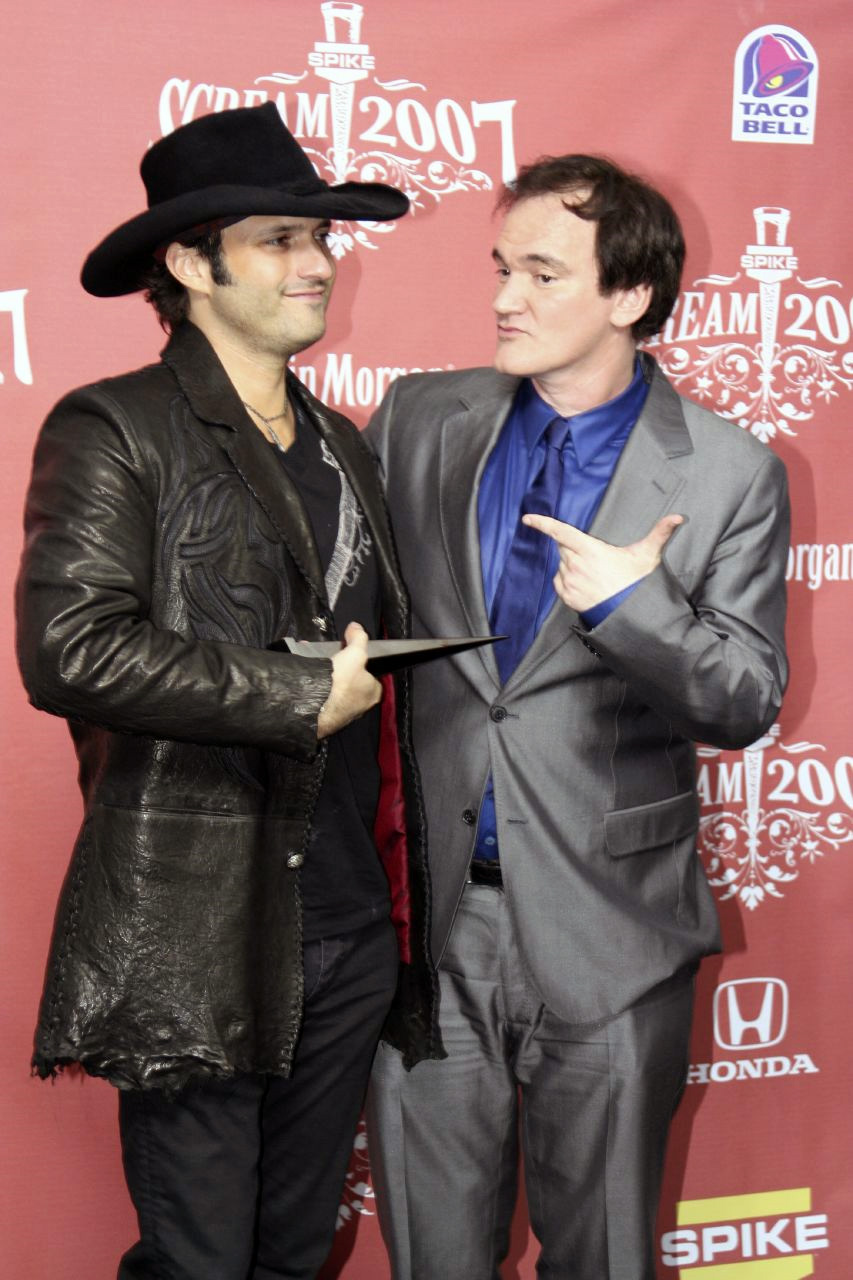
Роберт Родригес и Квентин Тарантино.

Название является игрой слов с названием фильма Жан-Люка Годара «Bande à Part» («Посторонние»). Логотипом компании было стилизованное изображение героев из фильма «Бешеные псы», который являлся дебютным для совладельца Band Apart Квентина Тарантино.
В деятельности компании принимали участие Квентин Тарантино, Роберт Родригес, Джон Ву, Тим Бёртон, Стив Бушеми, Даррен Аронофски, Джон Лэндис, Макджи, Найджел Дик, Стив Карр, Кэмерон Кейси, Марсель Лангенеггер, Уэйн Айшем, Терри Уинделл, Лиза Приско, Фил Хардер, Рик Фуллер, Куди и Чик, Осберт Паркер, Люк Бессон, Адам Кристиан Кларк, Андре Бенджамин, Кристофер Моррисон и Майкл Пальмиери, Энди Морнахан, Стив Лоу, Лорен Хилл, Даррен Грант, Чарльз Уиттенмайер, Джефф МакГэнн, Оливье Вентурини, «The 405 Guys», Крейг Танамото.

## Закрытие компании
Компания была закрыта в июне 2006 года. С того момента производство художественных фильмов осуществляется через другую компанию Лоренса Бендера — Lawrence Bender Productions. Некоторые члены A Band Apart перешли в компанию Holmes Defender of the Faith, которая главным образом занимается производством музыкальных клипов и телевизионных рекламных роликов. Holmes Defender of the Faith, была создана бывшим управляющим директором A Band Apart Джеффом Армстронгом. Члены A Band Apart Энди Дик и Марсель Лангенеггер перешли в Holmes Defender of the Faith. «A Band Apart» указана в титрах фильма «Бесславные ублюдки», вышедшего в 2009 году, но нет никаких подтверждений, что компания была воссоздана для фильма.

## Фильмы производства A Band Apart
- 1994 — Криминальное чтиво / Pulp Fiction
- 1995 — Наследник Виски / The Whiskey Heir
- 1995 — Бремя белого человека / White Man’s Burden (film)|White Man’s Burden
- 1995 — Четыре комнаты / Four Rooms
- 1996 — Запёкшаяся кровь / Curdled
- 1996 — От заката до рассвета / From Dusk Till Dawn
- 1997 — Джеки Браун / Jackie Brown
- 1998 — Cunning Stunts (видео) / Metallica: Cunning Stunts
- 1999 — От заката до рассвета 2: Кровавые деньги Техаса / From Dusk Till Dawn 2: Texas Blood Money
- 1999 — Debtors / Debtors
- 2000 — От заката до рассвета 3: Дочь палача / From Dusk Till Dawn 3: The Hangman’s Daughter
- 2002 — Бесшабашное ограбление / Stark Raving Mad
- 2002 — Затерянный в Оз / Lost in Oz
- 2002 — When Incubus Attacks / When Incubus Attacks
- 2003 — Убить Билла. Фильм 1 / Kill Bill: Volume 1
- 2004 — Убить Билла. Фильм 2 / Kill Bill: Volume 2
- 2004 — Невинные голоса / Voces inocentes
- 2005 — Сборки или провал (ТВ) / Build or Bust (TV)
- 2009 — Бесславные ублюдки / Inglourious Basterds
- 2012 — Джанго освобождённый / Django Unchained